# Belweder na wzgórzu Pfingstberg

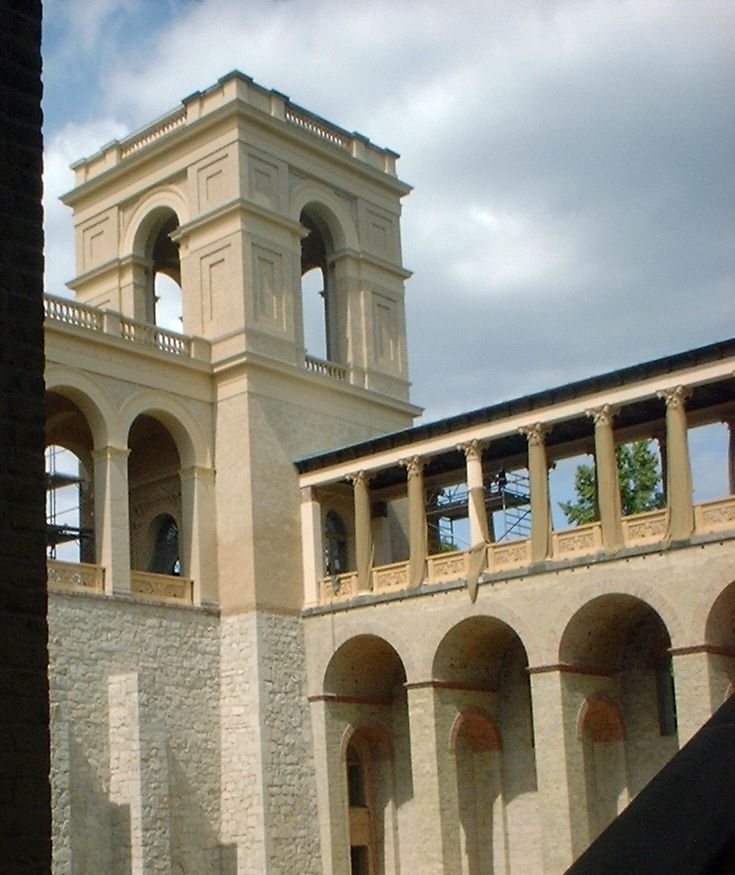
Belweder na wzgórzu Pfingstberg

Belweder na wzgórzu Pfingstberg (niem. Belvedere auf dem Pfingstberg) – neorenesansowy belweder króla Prus Fryderyka Wilhelma IV położony na wzgórzu Pfingstberg na północny zachód od Nowego Ogrodu w Poczdamie.
Budowla powstała na bazie szkiców Fryderyka Wilhelma IV, pod kierownictwem Ludwiga Persiusa, Friedricha Augusta Stülera i Ludwiga Ferdinanda Hessego. Z pierwotnego planu pałacu letniego zrealizowano jedynie fragment – fasadę z dwiema wieżami. Park wokół budowli zaprojektował Peter Joseph Lenné.
Belweder należy do grupy pałaców i zespołów parkowych w Poczdamie i Berlinie wpisanych w 1990 na listę światowego dziedzictwa UNESCO.

## Historia
Już w 1793 Fryderyk Wilhelm II Pruski planował budowę belwederu na wzgórzu Pfingstberg, które wówczas nazywało się jeszcze Judenberg. Projekt powierzono budowniczemu Michaelowi Phillipowi Danielowi Boumannowi Młodszemu, który opracował plan neogotyckiej wieży z przybudówką. Królewskie plany spowodowały gwałtowny wzrost cen ziemi, co uniemożliwiło realizację projektu.
Wizja belwederu na wzgórzu odżyła wraz ze wstąpieniem na tron Fryderyka Wilhelma IV. Już w 1817 teren wzgórza przeszedł w ręce króla, a samo wzniesienie otrzymało nową nazwę Pfingstenberg. Fryderyk Wilhelm IV osobiście sporządził szkice nowej budowli. Wzorował się przy tym na architekturze włoskiego renesansu. Szczególną inspiracją była willa Casino Caprarola z 1585, którą król oglądał podczas swojej pierwszej wyprawy do Włoch. Fryderyk wiernie skopiował budowlę, dodając jedynie element z parą wież, który jako jedyny z całego projektu został zrealizowany. Budowę prowadzili architekci Persius, Stüler i Hesse.
W pierwszej fazie budowy (1847-1852) powstała fasada z dwiema 25m wieżami, wolno stojące schody oraz boczne perystazy otaczające dziedziniec ze zbiornikiem wodnym. Rezerwuar jest po dziś dzień zasilany przez pompownię Meierei w Nowym Ogrodzie i służy jako zbiornik wodny dla wodotrysków w Nowym Ogrodzie. Budowla skrywa dwa gabinety tematyczne używane jako herbaciarnie: gabinet mauryjski (Carla von Diebitscha) z kolorowymi, glazurowanymi, częściowo złoconymi kaflami na ścianach oraz gabinet rzymski, którego ściany zdobią łabędzie, skrzydlate lwy i inne figury zwierzęce na czerwonym tle. Kabinety są połączone przejściem arkadowym.
Dalsza budowa została wstrzymana w 1852 z powodów finansowych. Środki przesunięto do rozpoczętej w 1851 budowy Nowej Oranżerii, po której ukończeniu zamierzano podjąć na nowo prace nad belwederem. Jednak choroba Fryderyka Wilhelma IV, przekazanie władzy Wilhelmowi I w 1858 a następnie śmierć monarchy w 1861 uniemożliwiły dalsze prace budowlane. Wilhelm I nakazał Friedrichowi Augustowi Stülerowi ukończenie budowy. W 1863 zakończono prace nad fasadą. Prac nad dwupiętrowym pałacem właściwym nigdy nawet nie podjęto. Wkrótce po ukończeniu budowy, belweder zaczął cierpieć z powodu nadmiernej wilgoci.
Ostateczny upadek budowli nastąpił w poł. XX w., kiedy to wraz z budową Muru Berlińskiego belweder został zamknięty – roztaczał się stąd widok na umocnienia graniczne i panorama na Berlin Zachodni.
W 1988 grupa młodych mieszkańców Poczdamu założyła stowarzyszenie Arbeitsgemeinschaft Pfingstberg (od 1990 Förderverein Pfingstberg e.V.) w celu przywrócenia świetności belwederowi. Budowla została odrestaurowana dzięki darowiznom w 2005.